# (2950) Rousseau
(2950) Rousseau (1974 VQ2) – planetoida z pasa głównego asteroid okrążająca Słońce w ciągu 4,58 lat w średniej odległości 2,76 j.a. Odkryta 9 listopada 1974 roku.